# Hybauchenidium gibbosum
Hybauchenidium gibbosum is een spinnensoort in de taxonomische indeling van de hangmatspinnen (Linyphiidae).
Het dier behoort tot het geslacht Hybauchenidium. De wetenschappelijke naam van de soort werd voor het eerst geldig gepubliceerd in 1898 door William Sørensen.